# Ma Baker
"Ma Baker" är en låt från 1977 framförd av gruppen Boney M, baserad på en traditionell tunisisk folkmelodi, "Sidi Mansur". Låten moderniserades och gjordes till en poplåt av Fred Jay, Frank Farian och Günter Reyam. Sången handlar om Ma Barker, som blev känd för att tillsammans med sina fyra söner råna banker i USA under 1930-talet. Det spelades också in en annan version av låten 1988 av popduon Milli Vanilli.
Det finns även en svensk version, skriven av Lasse Green och utgiven på Sweden Music. I en inspelning med Tjocka Släkten från 1977 sjunger Peter Himmelstrand förgrundsstämman, uppbackad av Mona Wessman och Rose-Marie Gröning.

## Listplaceringar
| Lista (1977-1978) | Topplacering |
| ----------------- | ------------ |
| Nederländerna     | 1            |
| Norge             | 1            |
| Nya Zeeland       | 2            |
| Schweiz           | 1            |
| Sverige           | 1            |
| Österrike         | 1            |

### Fotnoter
1. ↑  ”Listplacering”. http://dutchcharts.nl/showitem.asp?interpret=Boney+M%2E&titel=Ma+Baker&cat=s. Läst 7 maj 2011.
2. ↑  ”Listplacering”. http://norwegiancharts.com/showitem.asp?interpret=Boney+M%2E&titel=Ma+Baker&cat=s. Läst 7 maj 2011.
3. ↑  ”Listplacering”. Arkiverad från originalet den 16 augusti 2015. https://web.archive.org/web/20150816171208/http://charts.org.nz/showitem.asp?interpret=Boney+M%2E&titel=Ma+Baker&cat=s. Läst 7 maj 2011.
4. ↑  ”Listplacering”. http://hitparade.ch/showitem.asp?interpret=Boney+M%2E&titel=Ma+Baker&cat=s. Läst 7 maj 2011.
5. ↑  ”Listplacering”. http://swedishcharts.com/showitem.asp?interpret=Boney+M%2E&titel=Ma+Baker&cat=s. Läst 7 maj 2011.
6. ↑  ”Listplacering”. http://austriancharts.at/showitem.asp?interpret=Boney+M%2E&titel=Ma+Baker&cat=s. Läst 7 maj 2011.